# Ólafur Darri Ólafsson
Ólafur Darri Ólafsson (Connecticut, 13 marzo 1973) è un attore, produttore cinematografico e sceneggiatore islandese.

## Biografia
Nato in Connecticut, i suoi genitori tornarono in Islanda quando aveva quattro anni. Ólafsson si è diplomato alla Icelandic Drama School nel 1998 e dopo gli studi ha preso parte a molte produzioni teatrali con la National Theatre of Iceland e il City Theatre of Reykjavik, oltre ad aver collaborato con vari gruppi teatrali indipendenti. Ólafsson è uno dei fondatori del Vesturport Theatre in Reykjavik.
Ha collaborato più volte con il regista Baltasar Kormákur, che lo ha diretto nei film 101 Reykjavík, Brúðguminn, Contraband e The Deep. Inoltre è stato protagonista della serie televisiva Trapped creata da Baltasar Kormákur, dove interpreta il capo della polizia di una piccola cittadina del nord dell'Islanda. Ólafsson ha recitato anche il film hollywoodiani di successo come Il GGG - Il grande gigante gentile e Animali fantastici - I crimini di Grindelwald. Nel 2018 recita in Shark - Il primo squalo, mentre nel 2019 è tra gli interpreti principali della serie televisiva NOS4A2, tratta dall'omonimo romanzo di Joe Hill.

## Vita privata
È legato sentimentalmente alla ballerina islandese Lovísa Ósk Gunnarsdóttir, da cui ha avuto due figlie.

## Filmografia parziale

### Attore

#### Cinema
- 101 Reykjavík, regia di Baltasar Kormákur (2000)
- Beowulf & Grendel, regia di Sturla Gunnarsson (2005)
- Börn, regia di Ragnar Bragason (2006)
- Brúðguminn, regia di Baltasar Kormákur (2008)
- Reykjavík-Rotterdam, regia di Óskar Jónasson (2008)
- Contraband, regia di Baltasar Kormákur (2012)
- The Deep, regia di Baltasar Kormákur (2012)
- I sogni segreti di Walter Mitty (The Secret Life of Walter Mitty), regia di Ben Stiller (2013)
- La preda perfetta - A Walk Among the Tombstones (A Walk Among the Tombstones), regia di Scott Frank (2014)
- The Last Witch Hunter - L'ultimo cacciatore di streghe (The Last Witch Hunter), regia di Breck Eisner (2015)
- Il GGG - Il grande gigante gentile (The BFG), regia di Steven Spielberg (2016)
- Zoolander 2, regia di Ben Stiller (2016)
- Il tuo ex non muore mai (The Spy Who Dumped Me), regia di Susanna Fogel (2018)
- Shark - Il primo squalo (The Meg), regia di Jon Turteltaub (2018)
- The Vanishing - Il mistero del faro (The Vanishing), regia di Kristoffer Nyholm (2018)
- Animali fantastici - I crimini di Grindelwald (Fantastic Beasts: The Crimes of Grindelwald), regia di David Yates (2018)
- Murder Mystery, regia di Kyle Newacheck (2019)
- End of Sentence, regia di Elfar Adalsteins (2019)
- Eurovision Song Contest - La storia dei Fire Saga (Eurovision Song Contest: The Story of Fire Saga), regia di David Dobkin (2020)

#### Televisione
- Scissione (Severance) Banshee - La città del male (Banshee) – serie TV, 2 episodi (2014)
- True Detective – serie TV, 1 episodio (2014)
- Quarry - Pagato per uccidere (Quarry) – serie TV, 4 episodi (2016)
- The Missing – serie TV, 5 episodi (2016)
- Emerald City – serie TV, 7 episodi (2017)
- Lady Dynamite – serie TV, 13 episodi (2016-2017)
- Trapped (Ófærð) – serie TV, 20 episodi (2015-2019)
- The Widow – serie TV, 8 episodi (2019)
- New Amsterdam – serie TV, 1 episodio (2019)
- NOS4A2 – serie TV (2019)
- Scissione - serie TV, 6 episodi (2025)

#### Videoclip
- Winter Sound dei Of Monsters and Men (2016)

### Sceneggiatore
- Börn, regia di Ragnar Bragason (2006)

### Doppiatore
- Hilda – serie animata, 13 episodi (2018)
- Dragon Trainer - Il mondo nascosto (How to Train Your Dragon: The Hidden World), regia di Dean DeBlois (2019)
- Twilight of the Gods - serie animata (2024)

## Riconoscimenti
- Premio Edda
  - 2006 – Sceneggiatura dell'anno per Börn
  - 2007 – Miglior film per Foreldrar
  - 2011 – Attore dell'anno per Rokland 
  - 2013 – Attore dell'anno per Djúpið
- Festival internazionale del cinema di Karlovy Vary
  - 2013 – Miglior attore per XL

## Doppiatori italiani
Nelle versioni in italiano nelle opere in cui ha recitato, Ólafur Darri Ólafsson è stato doppiato da:
- Roberto Draghetti in Contraband, I sogni segreti di Walter Mitty, The Last Witch Hunter - L'ultimo cacciatore di streghe, Il tuo ex non muore mai
- Stefano Alessandroni in Animali fantastici: I crimini di Grindelwald, Murder Mystery
- Metello Mori in Eurovision Song Contest - La storia dei Fire Saga
- Stefano Thermes in Lady Dynamyte, The Widow
- Alberto Bognanni in Trapped, The Deep
- Emiliano Ragno in Banshee - La città del male
- Simone Mori in Quarry - Pagato per uccidere
- Massimo Bitossi in Shark - Il primo squalo
- Paolo Marchese in La preda perfetta
- Roberto Stocchi in New Amsterdam
- Francesco De Francesco in NOS4A2
- Alberto Angrisano in The Tourist
- Emanuele Durante in Scissione

Da doppiatore è sostituito da:
- Marco Fumarola in Il GGG - Il grande gigante gentile
- Alessandro Rossi in Dragon Trainer - Il mondo nascosto
- Bruno Alessandro in Dark Crystal: la resistenza